# Charité
A Charité a legnagyobb és leghíresebb orvosi központok egyike Európában. 2003 óta a kórház egyesíti a Humboldt és a Szabad Egyetem orvosi karait.
2021-ben körülbelül 17 600 alkalmazott dolgozott a Charitében.

## A kórház története
A nagy északi háború éveiben, 1708-tól Kelet-Európában hatalmas pestisjárvány pusztított. A porosz királyság is érintett volt. 
Ezért 1709-ben I. Frigyes porosz király és Brandenburg választófejedelme elrendelte "Lazaret-házak" alapítását a brandenburgi városokon kívül.
1710. május 13-án megalakult a berlini intézmény, és megkezdődtek a pestisház építése a város északnyugati részén. 1727-ben lett a Lazaretből egy kórház.

## A kórház szervezése
A kórháznak van négy kampusz:
| | \| - Campus Benjamin Franklin (CBF) Lichterfeldeben - Campus Berlin-Buch (CBB) Buchban - Campus Charité Mitte (CCM) Mitteben - Campus Virchow-Klinikum (CVK)Weddingben \| |
| - Campus Benjamin Franklin (CBF) Lichterfeldeben - Campus Berlin-Buch (CBB) Buchban - Campus Charité Mitte (CCM) Mitteben - Campus Virchow-Klinikum (CVK)Weddingben | |

A kórház jelenleg tizenegy CharitéCentren oszlik, ezek pedig a következők: 
- CC 01: Human- und Gesundheitswissenschaften (Humán- és egészségtudomány)
- CC 02: Grundlagenmedizin (Alapvető orvostudomány)
- CC 03: Zahn-, Mund- und Kieferheilkunde (Fogászati, száj- és állcsontgyógyászat)
- CC 04: Biomedizin (Biogyógyászat)
- CC 05: Diagnostische und präventive Labormedizin (Diagnosztikai és megelőző laboratóriumi orvostudomány)
- CC 06: Diagnostische und interventionelle Radiologie und Nuklearmedizin (Diagnosztikai és intervenciós radiológia és nukleáris orvostudomány)
- CC 07: Anästhesiologie und Intensivmedizin (Aneszteziológia és intenzív terápia)
- CC 08: Chirurgische Medizin (Sebészeti gyógyászat)
- CC 09: Orthopädie und Unfallchirurgie (Ortopédia és traumasebészet)
- CC 10: Multidisziplinäre Medizin (Multidiszciplináris gyógyászat)
- CC 11: Herz-, Kreislauf- und Gefäßmedizin (Szív- és érrendszeri gyógyászat)
- CC 12: Innere Medizin und Dermatologie (Belgyógyászat és bőrgyógyászat)
- CC 13: Innere Medizin mit Gastroenterologie und Nephrologie (Belgyógyászat gasztroenterológiával és nefrológiával)
- CC 14: Tumormedizin (Daganatgyógyászat)
- CC 15: Neurologie, Neurochirurgie und Psychiatrie (Neurológia, idegsebészet és pszichiátria)
- CC 16: Audiologie/Phoniatrie, Augen- und HNO-Heilkunde (audiológia/foniátria, szemészet és fül-orr-gégészet)
- CC 17: Frauen-, Kinder- und Jugendmedizin mit Perinatalzentrum und Humangenetik (Női, gyermek- és ifjúsággyógyászat perinatális központtal és humángenetikával)

## Híres orvosai

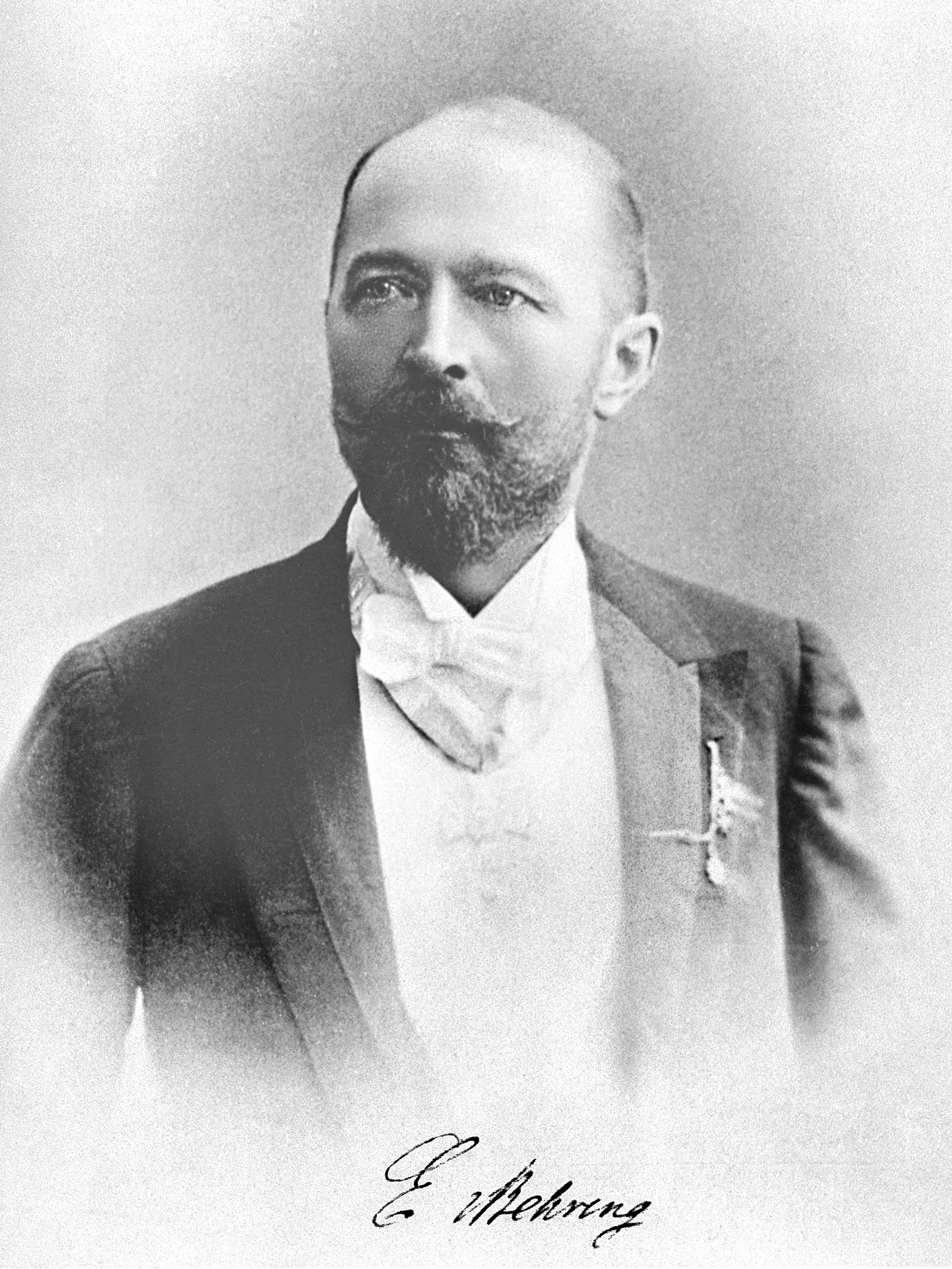
Behring

- Emil von Behring,
- Theodor Billroth,
- Paul Ehrlich,
- Emil Fischer,
- Werner Forßmann,
- Albrecht von Graefe,
- Hermann von Helmholtz,
- Christoph Wilhelm Hufeland,
- Robert Koch,
- Albrecht Kossel,
- Paul Langerhans(wd),
- Ingeborg Rapoport(wd),
- Samuel Mitja Rapoport(wd),
- Ferdinand Sauerbruch(wd),
- Johann Lukas Schönlein,
- Ludwig Traube,
- Rudolf Virchow.

## Fordítás
- Ez a szócikk részben vagy egészben  a   Charité című német Wikipédia-szócikk fordításán alapul.  Az eredeti cikk szerkesztőit annak laptörténete sorolja fel. Ez a jelzés csupán a megfogalmazás eredetét és a szerzői jogokat jelzi, nem szolgál a cikkben szereplő információk forrásmegjelöléseként.